# Novate Mezzola
Pour les articles homonymes, voir Novate.
Novate Mezzola est une commune de la province de Sondrio, dans la région Lombardie, en Italie.

## Histoire
Le 25 juillet 1793, les ambassadeurs français Charles-Louis Huguet de Sémonville et Hugues-Bernard Maret sont enlevés à Novate par les Autrichiens et retenus prisonniers pendant trois ans.

## Administration
| Période                                  | Période  | Identité       | Étiquette | Qualité |
| ---------------------------------------- | -------- | -------------- | --------- | ------- |
| 14 juin 2004                             | En cours | Sandro Colzada |           |         |
| Les données manquantes sont à compléter. |          |                |           |         |

### Hameaux
- Campo.

### Communes limitrophes
Cercino, Cino, Civo, Dubino, Mello (Italie), Piuro, Prata Camportaccio, Samolaco, Sorico, Traona, Val Masino, Verceia, Villa di Chiavenna.

## Personnalités
- Regina Francesca Riva (1681-1752), comtesse catholique, propriétaire foncière, éminente personnalité de la famille Riva.